# Stor-Bergsjötjärnen
Stor-Bergsjötjärnen är en sjö i Strömsunds kommun i Jämtland och ingår i Ångermanälvens huvudavrinningsområde. Sjön har en area på 0,0754 kvadratkilometer och ligger 302,1 meter över havet.

## Delavrinningsområde
Stor-Bergsjötjärnen ingår i det delavrinningsområde (708079-150916) som SMHI kallar för Mynnar i Regasjöån. Medelhöjden är 303 meter över havet och ytan är 33,17 kvadratkilometer. Det finns inga avrinningsområden uppströms utan avrinningsområdet är högsta punkten. Bergsjöån som avvattnar avrinningsområdet har biflödesordning 5, vilket innebär att vattnet flödar genom totalt 5 vattendrag innan det når havet efter 154 kilometer. Avrinningsområdet består mestadels av skog (78 procent) och sankmarker (13 procent). Avrinningsområdet har 1,09 kvadratkilometer vattenytor vilket ger det en sjöprocent på 3,3 procent.